# E! (système de télévision canadien)
Cet article concerne le système de télévision canadien. Pour la chaîne de télévision canadienne, voir E! (Canada).
E! était un système de télévision canadien appartenant à Canwest et était disponible en Ontario, Colombie-Britannique, Alberta et à Montréal, au Québec. Elle servait comme système secondaire au réseau Global afin de diffuser en simultané des séries américaines moins populaires, et s'est dissout le 1er septembre 2009 durant la crise économique de 2008 à 2010 résultant à une baisse de revenus publicitaires.

## Histoire
En 2000, Canwest fait l'acquisition de Western International Communications (WIC) qui comptait dix stations indépendantes et/ou affiliées ou semi-affiliées aux réseaux CBC, CTV ou Global. Peu après la transaction, certaines stations ont été vendues, celles localisées dans les grands centres ont changé d'affiliation pour le réseau Global. Trois des cinq stations restantes (CHCH Hamilton, CHEK Victoria, CJNT Montréal) ont été affiliées au système CH, avec CHCH en tête de réseau. Puisque CJNT ne commence pas par CH, ces lettres signifiait "Canal Horizon" et devait respecter ses conditions de licence de programmation ethnique, ne diffusant qu'une sélection de séries américaines en substitution simultanée. En 2005, la station CKRD Red Deer s'est désaffiliée à CBC, change de lettres d'appel pour CHCA et rejoint le système CH. CHBC Kelowna ainsi que la station CFJC-TV Kamloops du groupe Jim Pattison se sont aussi désaffiliées à CBC en février 2006 pour rejoindre CH.
En avril 2007, Canwest annonce que le système CH deviendra E!, sous licence de Comcast, à l'automne, qui a pris effet le 7 septembre 2007. Comcast a fourni la marque, l'habillage ainsi qu'une partie de la programmation, mais ne détenait aucune part. Cette transaction a eu comme conséquence de presque vider le contenu de la chaîne spécialisée Star! qui tirait sa programmation de E! À l'automne 2008, Jim Pattison désaffilie ses deux autres stations à CBC, CHAT-TV Medicine Hat et CKPG-TV Prince George, pour les affilier au système.
Malgré le nouvel habillage et une augmentation du territoire desservi, le système a accumulé les dettes face à la crise économique, et a annoncé le 5 février 2009, d'explorer d'autres options incluant la vente et la fermeture de E!. Peu de temps après, Channel Zero fait l'acquisition de CHCH et CJNT pour la somme de 12 $. En juillet, Canwest avait planifié d'affilier CHBC au réseau Global et de fermer les deux autres stations, CHCA et CHEK le 1er septembre 2009. CHCA a été fermé, alors que les employés de CHEK ont décidé de s'associer afin de racheter la station, avec l'aide financière d'investisseurs et a été sauvée à la dernière minute. Les stations de Jim Pattison se sont affiliées à Citytv.

## Stations
Stations propriétaires :
- CHCH-TV Hamilton (Ontario), vendu à Channel Zero.
- CHEK-TV Victoria (Colombie-Britannique), vendu aux employés.
- CHBC-TV Kelowna (Colombie-Britannique), devenu affilié Global.
- CHCA-TV (en) Red Deer (Alberta), a fermé ses portes.
- CJNT-TV Montréal (Québec), vendu à Channel Zero, maintenant affilié Citytv.

Le Jim Pattison Group a aussi affilié ses stations :
- CFJC-TV (en) Kamloops (Colombie-Britannique)
- CHAT-TV (en) Medicine Hat (Alberta)
- CKPG-TV (en) Prince George (Colombie-Britannique)

## Programmation
Canwest faisait l'acquisition de plusieurs émissions et séries américaines en surenchères afin de faire compétition au réseau CTV ainsi que Citytv et ses stations /A\ et NewNet. En général, les émissions les plus performantes étaient programmées sur Global en simultané, et afin de maximiser les occasions de substitution simultanée, les émissions moins performantes et les rediffusions étaient programmées ou "descendues" sur CH/E!. Des séries provenant de chaînes câblées comblaient les trous dans la programmation, jusqu'à l'automne 2007, qui ont été remplacées par des émissions populaires de E!.
Ayant comme obligation de diffuser une fort pourcentage de contenu ethnique, la station CJNT Montréal diffusait généralement que les séries américaines qui pouvaient être diffusées en simultané.
Quelques séries diffusées sur CH/E! :
- 24 heures chrono (24)
- Big Day (2006-2007)
- Boston Justice (Boston Legal)
- The Closer : L.A. enquêtes prioritaires (The Closer)
- Head Cases (en) (2005)
- How I Met Your Mother (saisons 1 à 4, puis Citytv)
- Un gars du Queens (The King of Queens)
- Le Retour de K 2000 (Knight Rider) (2008-2009)
- Las Vegas
- Earl (My Name Is Earl)
- NCIS : Enquêtes spéciales (saisons 1 à 4, puis Global)
- Old Christine (The New Adventures of Old Christine)
- The Office
- Psych : Enquêteur malgré lui (Psych)
- Réunion : Destins brisés (Reunion) (2005)
- Saved
- Les Lectures d'une blonde (Stacked) (2005-2006)
- Surface (2005-2006)
- That '70s Show
- Pour le meilleur et le pire ('Til Death)
- Mon oncle Charlie (Two and a Half Men) (2004-2007)
- The Unit : Commando d'élite (The Unit)

Quelques émissions diffusées sur CH/E! :
- 20/20
- The Biggest Loser
- Dateline NBC
- Deal or No Deal
- Les Maçons du cœur (Extreme Makeover: Home Edition)
- MADtv
- Next Great Chef
- Queer Eye For The Straight Guy
- Talkshow with Spike Feresten
- Trading Spouses